# Medaglia G.I. Taylor
La Medaglia G.I. Taylor è un riconoscimento conferito annualmente dalla statunitense Society of Engineering Science che premia gli studi nel campo della dinamica dei fluidi. 
Il premio porta il nome di Geoffrey Ingram Taylor. 
Il riconoscimento, istituito nel 1984, include un premio in denaro di $ 2000. Il vincitore del premio diventa membro a vita di SES.

## Vincitori
- 1984: James Lighthill, Sydney Goldstein
- 1988: Andreas Acrivos
- 1990: Daniel D. Joseph
- 1993: William S. Saric
- 1995: Steven Orszag
- 1997: George Keith Batchelor
- 1999: Grigory I. Barenblatt
- 2001: Stephen H. Davis
- 2003: Tony Maxworthy
- 2011: Hassan Aref
- 2012: Joe Dean Goddard
- 2015: L. Gary Leal
- 2016: Mory Gharib
- 2017: Nadine Aubry
- 2018: Howard Stone
- 2019: Arif Masud
- 2020: Katepalli Sreenivasan
- 2022: Gareth McKinley
- 2023: Julio Ottino
- 2024: George Karniadakis
- 2025: Tommaso Ruggeri

Honors & Awards